# Blasdorf (Lieberose)

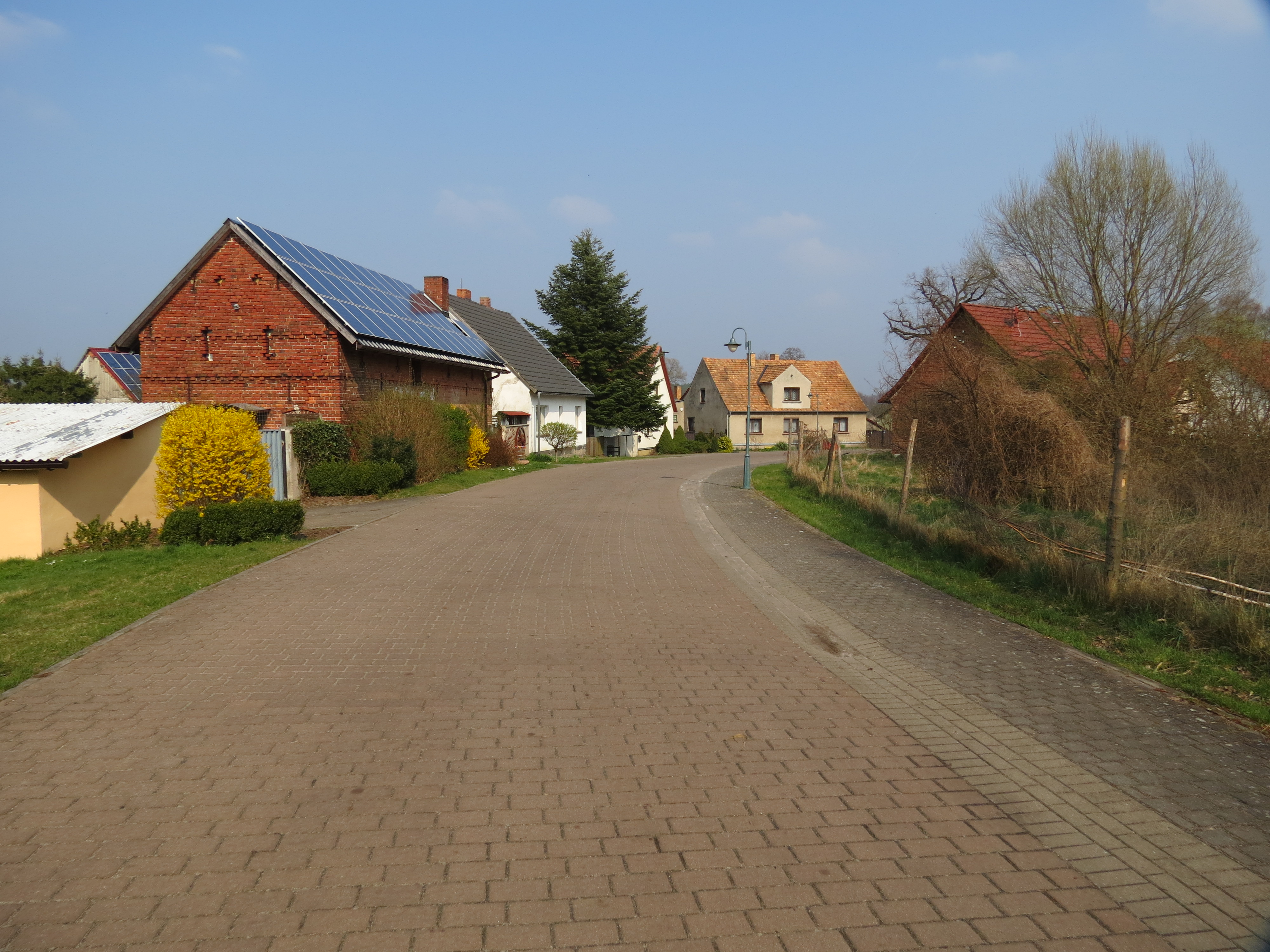
Dorfstraße, etwa Höhe Blasdorf 2, Blick nach Nordosten

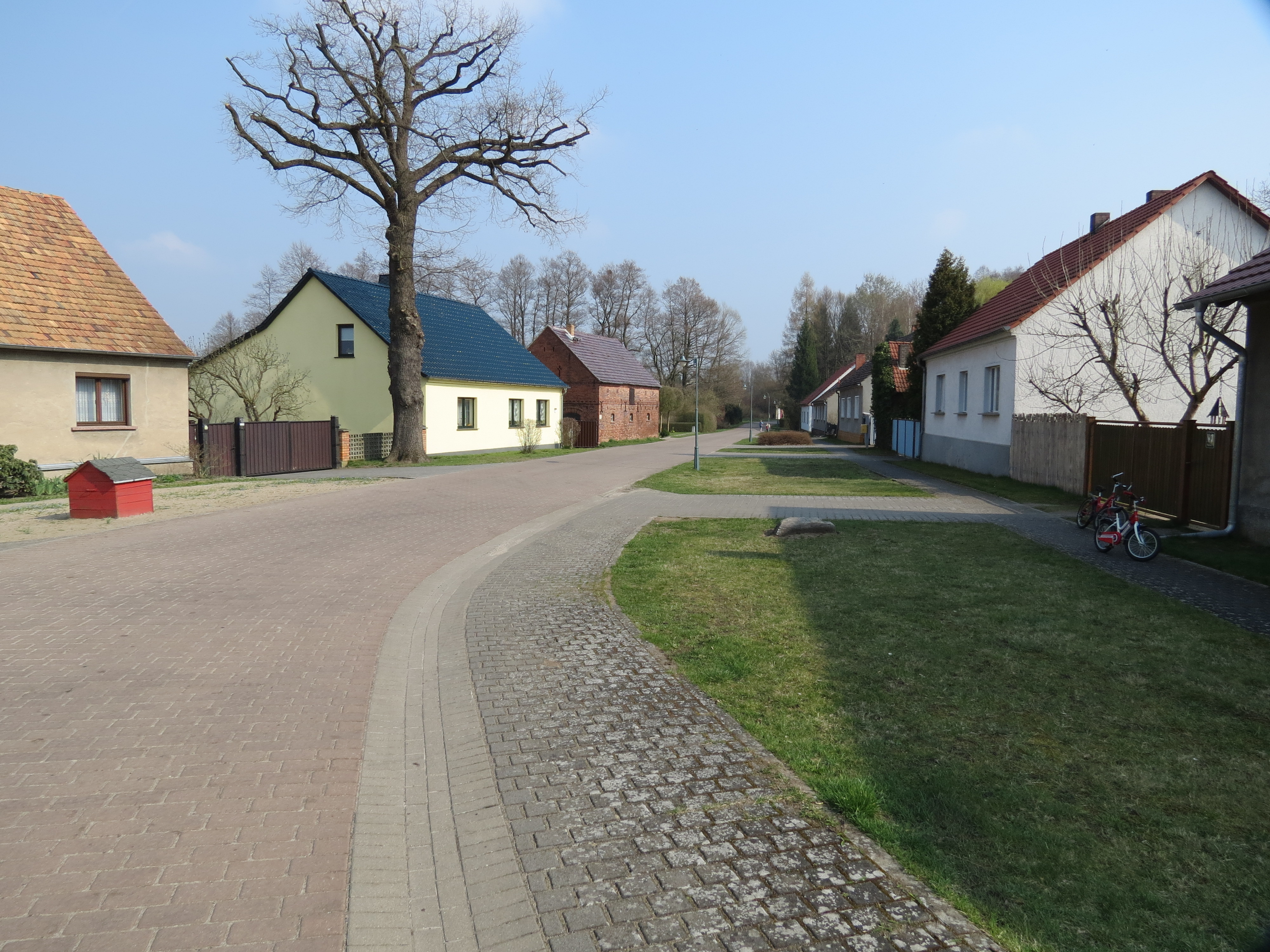
Dorfstraße, etwa Höhe Blasdorf 3/4, Blick nach Südosten

Blasdorf (niedersorbisch Brjazka) ist ein Ortsteil der amtsangehörigen Stadt Lieberose im Landkreis Dahme-Spreewald (Brandenburg). Der Ort gehörte vom späten Mittelalter bis ins 19. Jahrhundert zur Herrschaft Lieberose, ab dem 17. Jahrhundert Standesherrschaft Lieberose genannt. Blasdorf war bis zur Eingliederung in die Stadt Lieberose 1997 eine eigenständige Gemeinde. Die Stadt Lieberose wird vom Amt Lieberose/Oberspreewald verwaltet.

## Geographische Lage
Blasdorf liegt rund drei Kilometer Luftlinie ostsüdöstlich der Kernstadt von Lieberose. Der Ortsteil grenzt im Nordosten an den Kernort der Gemeinde Jamlitz und ist ansonsten von der Gemarkung der Kernstadt Lieberose umgeben. Er ist über die K6102 direkt von Lieberose aus, oder über die B 320 von Lieberose Richtung Jamlitz über den Abzweig K6102 zu erreichen. Die K6102 führt jedoch am eigentlichen Ortskern vorbei; der eigentliche Ortskern ist eine Sackgasse.
Der Ort liegt am Rande des großen ehemaligen Truppenübungsplatzes Lieberose. Nördlich des Ortes fließt das Lieberoser Mühlenfließ vorbei. In der Ortslage befinden sich zwei kleine Teiche. Im südwestlichen Teil der Gemarkung liegt der vergleichsweise große Pulverteich. Zwei weitere kleinere Teiche liegen im östlichen Teil der Gemarkung. Im Norden bildet der Blasdorfer Graben, der aus dem Schäferteich (auf Jamlitzer Gemarkung) in das Lieberoser Mühlenfließ mündet, die nördliche Gemarkungsgrenze.

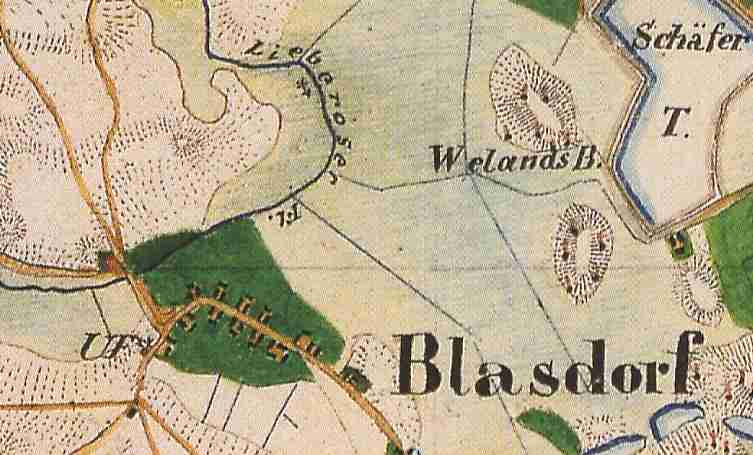
Blasdorf auf dem Urmesstischblatt 4052 Jamlitz von 1845

## Geschichte
Blasdorf wird in einer Urkunde von 1302 als Blogozchsdorf erstmals genannt. Der Name ist ein slawisch-deutscher Mischname und ist als „das Dorf eines Mannes namens Blogosch“ zu interpretieren. Der Ort gehörte seit dem Mittelalter bis in die Mitte des 19. Jahrhunderts zur Herrschaft Lieberose. Das Dorf ist von seiner Struktur her ein Sackgassendorf. 1708 wohnten vier Bauern, zwei Gärtner und ein Büdner in Blasdorf. 1718 waren es nur noch vier Bauern und ein Häusler. Das Dorf wurde aber erstaunlicherweise auf 740 Gulden Schatzung taxiert. 1723 wurden 11 Untertanen gezählt, allerdings sind hier nur die erwachsenen Personen gerechnet. 1820 war die Zahl der Bewohner auf 100 gestiegen; es wurden 17 Feuerstellen gezählt. 1844 wurden 21 Wohngebäude registriert, in denen 131 Menschen lebten. Im Urmesstischblatt 4052 (Jamlitz) von 1845 ist am südlichen Ortsausgang eine Unterförsterei verzeichnet. 1854 gab es eine Landschule im Ort. 1864 gab es ein ausgebautes Gehöft, d. h. (südöstlich) außerhalb des eigentlichen Dorfkerns, 24 Häuser insgesamt und 172 Einwohner.
| Jahr      | 1818 | 1846 | 1870 | 1875 | 1890 | 1900 | 1910 | 1925 | 1939 | 1946 | 1950 | 1964 | 1971 | 1981 | 1991 | 1996 | 2011 |
| Einwohner | 100  | 141  | 170  | 179  | 162  | 149  | 152  | 134  | 109  | 146  | 139  | 114  | 120  | 98   | 89   | 88   | 82   |

## Politische Verhältnisse
1519 verkaufte Hans von Lidlau, der Vormund der unmündigen Söhne des 1519 verstorbenen Caspar von Köckritz die Herrschaft Lieberose für 16.000 Gulden an Jacob und Richard von der Schulenburg, darunter auch Blasdorf. Aufgrund der Lage von Blasdorf nahe bei Lieberose darf angenommen werden, dass Blasdorf schon wesentlich früher zur Herrschaft Lieberose gehörte als urkundlich belegt ist bzw. dass Blasdorf bereits ursprünglich zur Herrschaft Lieberose gehörte. Die von der Schulenburg waren auch im Besitz der Herrschaften Lübbenau und Neu Zauche, die von Jacob von der Schulenburg übernommen wurden; die Herrschaft Lieberose ging an Richard von der Schulenburg. Nach dem Tod des Richard erbte dessen Sohn Joachim die Herrschaft Lieberose, und 1560 von seinem Vetter Georg, dem Sohn des Jacob, auch die Herrschaften Lübbenau und Neu Zauche. Er stieg damit zu einem der reichsten Männer in der Niederlausitz auf. Das Dorf verblieb bei der Standesherrschaft Lieberose bis zur Mitte 19. Jahrhundert als die Gerichtsbarkeit auf den Kreis Lübben überging.
Die Herrschaft Lieberose lag in dem sich im 15. und 16. Jahrhundert allmählich herausbildenden Krummspreeischen Kreis, der 1815 mit dem Übergang an Preußen in Kreis Lübben umbenannt (später Landkreis Lübben (Spreewald) genannt). In der Kreisreform von 1952, in der der Kreis Lübben neu zugeschnitten und verkleinert wurde, kam Blasdorf zum neu geschaffenen Kreis Beeskow. In der Kreisreform von 1993 wurden die Kreise Königs Wusterhausen, Lübben und Luckau zum Landkreis Dahme-Spreewald vereinigt. Dagegen ging der Kreis Beeskow im Landkreis Oder-Spree aus. Blasdorf wurde jedoch dem neuen Landkreis Dahme-Spreewald zugewiesen.
1992 schloss sich Blasdorf zusammen mit 13 anderen Gemeinden und der Stadt Lieberose zum Amt Lieberose zusammen, das die Verwaltungsaufgaben dieser meist sehr kleinen Gemeinden wahrnahm. Am 29. Dezember 1997 gliederte sich Blasdorf „freiwillig“ in die Stadt Lieberose ein und ist seither ein Ortsteil der Stadt Lieberose. Das Amt Lieberose wurde 2003 mit dem Amt Oberspreewald zum neuen Amt Lieberose/Oberspreewald fusioniert, das seither für die Verwaltung der Stadt Lieberose und seines Ortsteils Blasdorf zuständig ist.
Der Ortsbeirat hat drei Mitglieder. 2014 war Herr Joachim Rinza Ortsvorsteher.

## Kirchliche Verhältnisse
Blasdorf war in die Wendische Kirche in Lieberose eingepfarrt.